# کارنوال الیشن
کارنوال الیشن (به انگلیسی: Carnival Elation) یک کشتی است که طول آن ۸۵۵ فوت (۲۶۱ متر) می‌باشد. این کشتی در سال ۱۹۹۸ ساخته شد.